# Prvenstvo Hrvatske u ragbiju 2007./08.
Prvenstvo Hrvatske u ragbiju u sezoni 2007/08. ima ove sudionike:
- Nadu iz Splita
- Mladost iz Zagreba
- Zagreb
- Makarsku rivijeru iz Makarske

## Natjecateljski sustav
Igralo se po dvokružnom ligaškom sustavu, jedan susret na domaćem terenu i jedan na gostujućem terenu.

## Rezultati
Rezultati hrvatskog prvenstva 2007/08. se boduju i za Interligu, sezonu 2007/08.
1. kolo, 3. studenog:

Makarska rivijera - Mladost 89:3 (45:3)
2. kolo, 22. rujna:

Nada – Makarska rivijera 19:16 (7:10)

Zagreb – Mladost
3. kolo, 29. rujna:

Mladost – Nada 
Vodi "Nada" s 9 bodova, "Zagreb" ima 7 bodova, "Makarska rivijera" ima 5, "Mladost" ima 3 boda.
4. kolo, 6. listopada:

Zagreb – Nada 17:21

5. kolo, 13. listopada:

Makarska rivijera – Zagreb 10:28 (5:11)

6. kolo, 15. ožujka 2008.

Mladost - Makarska rivijera 14:14 
Vodi Nada s 9 bodova, slijedi Makarska rivijera i Zagreb sa 7 bodova, Mladost ima 5 bodova.
7. kolo, 22. ožujka 2008.

Mladost - Zagreb 7:17

Makarska rivijera - Nada 0:37 
Vodi Nada s 12 bodova, slijedi Zagreb s 10 bodova, Makarska rivijera 7 bodova, Mladost ima 5 bodova.
8. kolo, 29. ožujka 2008.:

Nada - Mladost 105:0

Vodi Nada s 15 bodova, slijedi Zagreb s 10 bodova, Makarska rivijera 7 bodova, Mladost ima 5 bodova.
Nadi je za osiguranje naslova prvaka dovoljan i poraz do 5 bodova razlike. U slučaju da Zagreb pobijedi Nadu s 5 i više bodova razlike, tada Zagreb može biti prvakom u slučaju da u zadnjem kolu pobijedi i Mladost, u suprotnom Nada ipak ostaje prvakom.
9. kolo, 5. travnja 2008.:

Nada - Zagreb 34:0 (22:0)
Splitska Nada je pobjedom osigurala naslov prvaka sa za protivnike nedostižnih 18 bodova. Slijedi Zagreb s 11 bodova, Mladost ima 8 bodova, Makarska rivijera 7 bodova.
10. kolo:
12. travnja 2008.

Zagreb - Makarska rivijera 26:12

## Sastav prvaka
Mislav Milanović, Nikola Vrzić, Luka Popović, Toni Kliškić, Goran Jugović, Ivanko Lončar, Marin Bubrić, Vedran Antić, Mate Borozan, Ante Dadić, Tonći Buzov, Duje Grubišić, Špiro Matić, Ivo Kelez, Marin Tvrdić, Ivan Vugdelija, Luka Horvatić, Ivan Rešetar, Duje Piplović, Tomislav Tomić-Ferić, Damir Draganić, Darko Muslim, Ivan Šafradin, Saša Sekovanec, Tomislav Burazin, Goran Čulić, Nikola Denić, Mario Dragičević, Jakov Jerčić, Ante Olujić, Davor Perišić, Ivan Rubelj, Boško Sablić, Saša Sljepčević, Ante Blažević-Bandov (kapetan), Pave Budimir, Ante Macan, Ivan Vuković, Dino Grizelj. 

Trener: Denis Puljiz. Pomoćni trener: Vlado Ursić

## Konačna ljestvica
Poredak na koncu prvenstva je bio idući:
```
Mj.  Klub       Ut Pb  N Pz  Pos:Pri     RP Bod
1. Nada          6  6  0  0  290: 37   +253  18
2. Zagreb        6  4  0  2  117: 92   + 25  14
3. Ma. rivijera  6  1  0  5  127:133   -  6   8
4. Mladost       6  1  0  5   43:315   -272   8
```

Hrvatski prvak u ragbiju za sezonu 2007/08. je splitska "Nada".

## Vanjske poveznice i izvori
- Slobodna Dalmacija  Arhivirana inačica izvorne stranice od 9. travnja 2008. (Wayback Machine) Protivnici splitskih ragbijaša već godinama nemaju 'Nade'
- Slobodna Dalmacija Ragbijaši Nade maestralno do titule prvaka
- Slobodna Dalmacija Splitskoj Nadi još samo preostaje potvrditi naslov prvaka
- Arambašić Vjekoslav i dr: 50 godina Nade: 1959. – 2009., Split, 2009.